# 1966 à la télévision
| Années de la télévision : 1963 - 1964 - 1965 - 1966 - 1967 - 1968 - 1969    |
| Décennies de la télévision : 1930 - 1940 - 1950 - 1960 - 1970 - 1980 - 1990 |

Cet article présente les faits marquants de l'année 1966 à la télévision.

## Évènements
- 23 février 1966 : début des émissions de la télévision grecque ERT.
- 1er juillet 1966 : début des émissions en couleur sur la télévision de Radio-Canada et CTV.

## Émissions

### France
- 24 janvier : Première de l'émission Face à face (émission de télévision) sur la première chaîne de l'ORTF.
- 6 juillet : Première de l'émission Au théâtre ce soir sur en alternance entre les première et deuxième chaînes de l'ORTF.
- 3 octobre : Dernière de l'émission Face à face (émission de télévision) sur Première chaîne de l'ORTF.
- octobre : l'émission jeunesse Âge tendre et tête de bois devient Tête de bois et tendres années

## Séries télévisées

### Allemagne
- 17 septembre : diffusion du premier épisode de Commando spatial - La Fantastique Aventure du vaisseau Orion sur ARD
- 5 décembre : diffusion du premier épisode des Cavaliers de la route

### États-Unis
- 11 janvier : diffusion du premier épisode de Daktari sur CBS
- 12 janvier : diffusion du premier épisode de Batman sur ABC
- 8 septembre : diffusion du premier épisode de Star Trek sur NBC
- 9 septembre : diffusion du premier épisode d'Au cœur du temps sur ABC
- 9 septembre : diffusion du premier épisode du Frelon vert sur ABC
- 12 septembre : diffusion du premier épisode de Cher oncle Bill sur CBS
- 12 septembre : diffusion du premier épisode du Cheval de fer sur ABC
- 13 septembre : diffusion du premier épisode d'Annie, agent très spécial sur NBC
- 17 septembre : diffusion du premier épisode de Mission impossible sur CBS

En France est diffusée la nouvelle série Ma sorcière bien-aimée.

### France
- octobre : diffusion du premier épisode de Kiri le Clown sur la première chaîne de l'ORTF

## Feuilletons télévisés
- Du  24 septembre au 17 décembre  - Corsaires et Flibustiers de Claude Barma

## Principales naissances
- 13 janvier : Patrick Dempsey, acteur et réalisateur américain.
- 10 mars : Arthur, animateur et producteur français.
- 17 mars : José Garcia, acteur français.
- 30 mars : Philippe Lellouche, acteur, réalisateur et dramaturge français.
- 1er avril : Pascal Rocher, humoriste et comédien français.
- 22 avril : Jeffrey Dean Morgan, acteur américain.
- 11 mai :
  - Thomas Hugues, journaliste présentateur français.
  - Estelle Lefébure, mannequin français.
- 21 mai : Lisa Edelstein, actrice, productrice et réalisatrice américaine.
- 5 juillet : Laurence Ferrari, journaliste française.
- 12 juillet : Stéphane Lippert, journaliste français.
- 14 août : Halle Berry, actrice américaine.
- 5 octobre : Albert Om i Ferrer, journaliste, présentateur et directeur de programmes de radio et télévision catalan.
- 6 novembre : Hervé Mathoux, journaliste sportif français.
- 20 décembre : Hélène Rollès, chanteuse et actrice française.
- 21 décembre : Kiefer Sutherland, acteur canadien.
- 25 décembre : Darius Rochebin, journaliste suisse, présentateur du journal de la Télévision suisse romande.
- 2 décembre : Philippe Etchebest, chef cuisinier français.

## Principaux décès
- 3 mars : William Frawley (1887-1966), acteur américain .
- 11 juin : Wallace Ford (1898-1966), acteur américain .
- 15 décembre : Walt Disney (1901-1966), producteur et réalisateur de dessins animés américain .